# 劉開 (漢)
劉開（りゅう かい、生年不詳 - 131年）は、後漢の皇族。河間孝王。

## 経歴
章帝と申貴人のあいだの子として生まれた。90年（永元2年）5月丙辰、河間王に封じられ、楽成郡・勃海郡・涿郡を分割して河間国とした。兄の和帝は章帝のやりかたを踏襲して、兄弟たちをみな京師洛陽にとどめ、官僚たちが諸王の赴任を求めても許そうとしなかった。103年（永元15年）、劉開は和帝の南巡に従った。106年（延平元年）3月丙戌、劉開は河間国に赴任した。劉開は法度を遵守して、官吏や民衆に敬愛された。131年（永建6年）2月庚午、死去した。
146年（本初元年）、孫の劉志（桓帝）が即位すると、劉開は孝穆皇と追尊され、夫人の趙氏は孝穆皇后と追尊された。廟は清廟といい、陵は楽成陵といった。

## 子女
- 河間恵王劉政
- 蠡吾侯劉翼 - 桓帝の父。
- 安平孝王劉徳
- 解瀆亭侯劉淑（中国語版）（孝元皇） - 霊帝の祖父。
- 任城王劉博　174年11月没（任城節王劉崇の跡継ぎ）

## 伝記資料
- 『後漢書』巻55 列伝第45